# Orbitální výtah

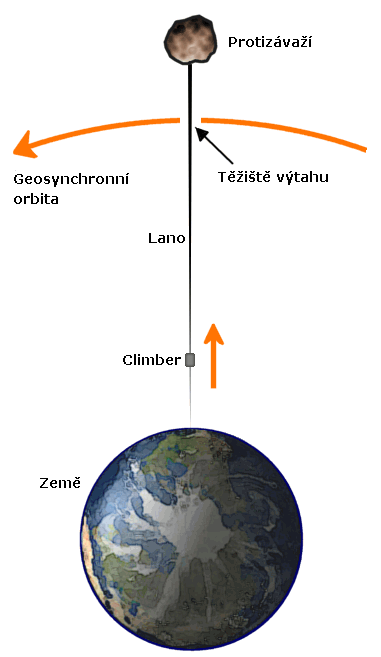
Vesmírný výtah by se měl skládat z lana nataženého k povrchu a dosahujícího ven až do kosmického prostoru. Celková odstředivá síla musí vyrovnat celkovou gravitaci, čehož lze dosáhnout prodloužením lana nebo připojením protizávaží. Výtah by měl zůstávat geosynchronně na místě. Jakmile climber vystoupá dostatečně vzhůru, je dále urychlován rotací planety. Diagram není v měřítku.

Orbitální výtah nebo vesmírný výtah je hypotetické zařízení, pevně spojující těleso na geostacionární dráze s povrchem Země, případně povrch jiné planety s tělesem na její stacionární dráze. Tento výtah by umožňoval vynášení nákladů bez použití raketových nosičů. Prozatím se jedná o myšlenku použitou jen ve sci-fi, ale s rozvojem nových materiálů se blíží možnosti praktické realizace.

## Objevitelé
Myšlenka na vesmírný výtah mezi Zemí a oběžnou drahou je poměrně stará. Poprvé byl nápad publikován v novinách Komsomolskaja pravda 31. července 1960 jako nedělní příloha. Článek Jurije N. Arcutanova již v této době navrhoval řadu detailů celého projektu. Takzvaná nebeská lanovka měla na geostacionární dráhu denně přepravovat náklad o hmotnosti až 12 000 tun.
Na západě byla myšlenka poprvé publikována ve formě dopisu Johna D. Isaacse, Hugha Bradnera a George E. Backuse ze Scrippsova oceánografického institutu v časopise Science dne 11. února 1966 v článku Satelity s prodlouženým dosahem – kosmický jeřáb. Ač se zdá překvapivé, že myšlenku přinesli oceánografové, byl k tomu praktický důvod. Právě oni měli zkušenosti s dlouhými lany, zatěžovanými vlastní vahou.
V pozdějších letech byl nápad stále znovu objevován a zapomínán. Do historie se zapsalo podrobné pojednání od Jeroma Pearsona, které přineslo mnoho nových poznatků (vyšlo v Acta astronomica v roce 1975). Sám znovuobjevitel byl překvapen, když se dozvěděl, že jeho nápad není původní a že se jen znovu dostal tam, kam jiní. V dnešní době se na řešení problému pracuje a jsou již známy určité výsledky, získané díky počítačovým simulacím. Nápad je tak zajímavý, že mu věnuje pozornost dokonce i NASA, která se pokusila udělat pokus s vypuštěním drátu z raketoplánu do atmosféry. Pokus sám skončil nezdarem, přesto však přinesl cenné poznatky.

## Stavba
Stavba vesmírného výtahu by znamenala revoluci v dobývání kosmu. Snížily by se náklady na dopravu materiálu na oběžnou dráhu, což je v dnešní době jeden z hlavních problémů rozvoje kosmického výzkumu. V současnosti se předpokládá, že vybudování výtahu je možné i se stupněm dnešních technologií a že jeho stavba by byla spojena s vysláním družice. Od té by se začalo pomalu odvíjet slabé lanko s nízkou nosností, čímž se zabezpečí, že celé lano se bude dát vyslat jedním startem za pomoci raketového nosiče Centaurus.
Na konci lana bude umístěna sonda se slabým motorem, která dodá lanu prvotní impuls, dále se pak bude lano odvíjet samo vlivem zemské gravitace. Nosná družice by se měla pozvolna vzdalovat od Země, čímž by vyrovnávala stabilitu, jelikož by těžiště celého lana neustále udržovala na geostacionární dráze. Po zachycení a ukotvení konce lana na plovoucí plošině, bude připraveno na další fázi stavby.
Po laně se vyšlou speciální stroje tzv. climbery, které povezou další vrstvy lana, čímž dojde k zvýšení jeho nosnosti až na 20 tun. Samotné climbery se pak umístí na konec lana, kde budou tvořit protizávaží. Jejich obdoba se používá již dnes při stavbě visutých mostů.
Po laně by mohl proudit materiál na stavbu stanic, lodí nebo dokonce prstence. Orbitální věž by se stala nejdůležitější stavbou planety, jelikož by umožňovala spojení s oběžnou drahou bez použití jakýkoliv nosičů.
V případě, že by podobný orbitální výtah vznikl i na jiných planetách či tělesech, která mají nižší gravitaci (například na Marsu, Měsíci), mohly by pomocí něj startovat i celé lodě. Na jeho stavbu vlivem menší gravitace by stačily i méně odolné materiály jako například kevlar. Aby zařízení mělo rozumné rozměry, je však třeba, aby planeta měla relativně krátkou dobu rotace. Těžiště výtahu musí být umístěno na stacionární oběžné dráze, jejíž vzdálenost závisí na rychlosti otáčení kosmického tělesa.

## Umístění
Kosmický výtah (orbitální věž) nelze umístit zcela náhodně. Družice musí být umístěna na geostacionární dráze a pozemní část postavena na rovníku. Mohou nastat problémy s pasátovým prouděním vzduchu, což by mohlo stavbu ohrožovat. V tom případě by bylo vhodné ji umístit někde v horách. Nelze ale vyloučit, že jsou obavy z proudění neopodstatněné. Potom by mohla být stavba provedena prakticky kdekoliv na rovníku. Jedním z kandidátů je ostrůvek Gan, jenž byl v nedávné době opuštěn americkou armádou.

### Pozemní stanice
Pozemní stanice mohou být mobilní nebo stacionární. Jako mobilní stanice mohou sloužit velké zaoceánské lodě. Dokonce i létající stanice byly již diskutovány. Pro stacionární stanice se jeví jako nejvhodnější horní části velmi vysokých staveb.
Podobně jako přístavy v minulém století znamenaly obrovský zdroj příjmů pro místní radnice, tak by i orbitální věže patrně znamenaly ohromné finanční přínosy pro země třetího světa, kam by zřejmě musely[zdroj?] být základny výtahů instalovány.

### Mobilní stanice
Výhodou mobilních stanic je možnost snadného manévrování v případě nutnosti jako vyhnutí se nepřízni počasí a kosmickému smetí.

## Lano
Hlavním problémem pro konstrukci orbitální věže je zatím to, že lidstvo nedisponuje materiálem, který by byl dostatečně pevný. Konstrukce má být namáhána výhradně v tahu, což je konstrukčně výhodnější než vzpor. Lano navíc bude ploché, jako mašle, popruh.
Tržná délka většiny v současné době používaných materiálů je do 10 km, ale pro konstrukci kosmického výtahu je třeba hodnota alespoň 100× větší. Nadějně v tomto směru vypadá výzkum uhlíkových nanovláken.

### Uhlíková nanovlákna
V roce 1991 bylo japonským týmem pod vedením profesora Sumijo Iijimy objeveny uhlíkové nanotrubičky (carbon nanotubes). Jedná se o novou strukturu uhlíkových atomů, ve kterých jsou uhlíkové atomy stočeny v jednoatomové vrstvě. Materiál dosahuje extrémních hodnot v tahu, kde překonává až šedesátinásobně ocel. Ke všemu je velmi lehký, což z něj činí ideální stavební materiál. Technologie výroby nanotrubiček prochází ohromným rozvojem a v dnešní době je možno vyrábět již několik cm dlouhé trubičky o pevnosti v tahu 63 GPa. Na stavbu výtahu bude třeba mít materiál odolávající až 100 GPa.

## Arthur C. Clarke
Myšlenkou se velmi podrobně zabýval známý autor sci-fi Arthur C. Clarke ve své knize Rajské fontány. Je v ní podrobně popsána stavba věže, výběr místa stavby, materiál a další detaily. Clarke předpokládal, že obdobné věže budou postaveny i na dalších místech planety (Brazílie, střední Afrika, Cejlon a Tichomoří) a že tyto čtyři věže budou propojeny v ohromný prstenec, jež obepne planetu a umožní lidem vystěhovat se do vesmíru. Pro tyto účely si v románu mírně upravil polohu svého oblíbeného ostrova Cejlonu, protože pozemní stanice se musí nacházet na rovníku, ale Cejlon je od rovníku vzdálen téměř 1 000 km.

## Technické problémy
Před případnou stavbou výtahů je třeba vyřešit řadu problémů:
- výrobu dostatečného množství dostatečně pevného materiálu
- zabezpečení proti kolizím s tělesy na oběžné dráze Země
- neutralizace Coriolisovy síly, působící na vynášená či spouštěná tělesa[zdroj?]
- ochrana proti záření při průchodu van Allenových pásů, a odolnost materiálu tamtéž
- vývoj vysokorychlostních elektromagnetických pohonů určených jak pro pozemní,[zdroj?] tak i kosmickou přepravu. Mezi ně patří především systém maglev pro železnici a maglifter pro kosmické lodě.[zdroj?]
- rozvoj kosmické přepravy a infrastruktury. To zahrnuje především mnohonásobně použitelné nosné a dopravní kosmické prostředky.[zdroj?]